# Lyndon B. Johnson National Historical Park
Il Lyndon B. Johnson National Historical Park (letteralmente Parco nazionale storico di Lyndon B. Johnson) è un'area protetta statunitense volta a preservare i luoghi natali, il ranch e la sepoltura di Lyndon Baines Johnson, 36º presidente degli Stati Uniti d'America, e dei suoi familiari.
Istituita nel 1969 e gestita dal National Park Service, l'area sottoposta a tutela si trova 50 km a ovest di Austin; il complesso è anche noto come LBJ Ranch e, durante la presidenza Johnson, fu soprannominato Texas White House (Casa Bianca del Texas) o Western White House (Casa Bianca occidentale).
Il sito non va confuso con il Lyndon B. Johnson State Park and Historic Site, area protetta istituita nel 1965 su una porzione di territorio contigua al ranch presidenziale, sotto l'egida del Texas Parks and Wildlife Department.

## Storia
Il parco fu istituito formalmente il 2 dicembre 1969, con denominazione Lyndon B. Johnson National Historic Site; la trasformazione in parco nazionale storico fu decisa il 28 dicembre 1980. La superficie sottoposta a tutela è di circa 6.4 km2, di cui 2.7 km2 di suolo pubblico; il resto proviene dalle proprietà fondiarie della famiglia Johnson, che ha periodicamente donato al parco ulteriori appezzamenti di terra.

## Descrizione
L'area protetta è suddivisa in due zone, il Johnson City District e il LBJ Ranch District. La prima zona, ubicata nel territorio di Johnson City, preserva i luoghi d'infanzia di Lyndon Johnson e dei suoi antenati; al suo interno si trova altresì il centro accoglienza dei visitatori. Il LBJ Ranch District sorge 23 km a ovest, sulla sponda nord del fiume Pedernales, presso Stonewall: il ranch fu il buen retiro della famiglia Johnson e ospita altresì il cimitero privato ove riposano il presidente e vari suoi familiari.

### Johnson City District
Situato alla periferia meridionale della città, è il luogo deputato ad accogliere i visitatori: la reception, ricavata in un ex ospedale, è allestita con un'introduzione ai contenuti del parco e alle figure di Lyndon Johnson e di sua moglie Lady Bird. Poco distante sorge la casa in cui il futuro presidente trascorse l'infanzia (Johnson Boyhood Home), un edificio in stile vittoriano degli anni 1880, restaurata nel corso del mandato presidenziale di LBJ e dichiarata National Historic Landmark già nel 1965. Il patrimonio è completato dal Johnson Settlement, un angolo di tipica prateria nordamericana nel quale è conservata la casa lignea dei nonni del presidente, unitamente a vari altri edifici agricoli del XIX secolo.

### LBJ Ranch

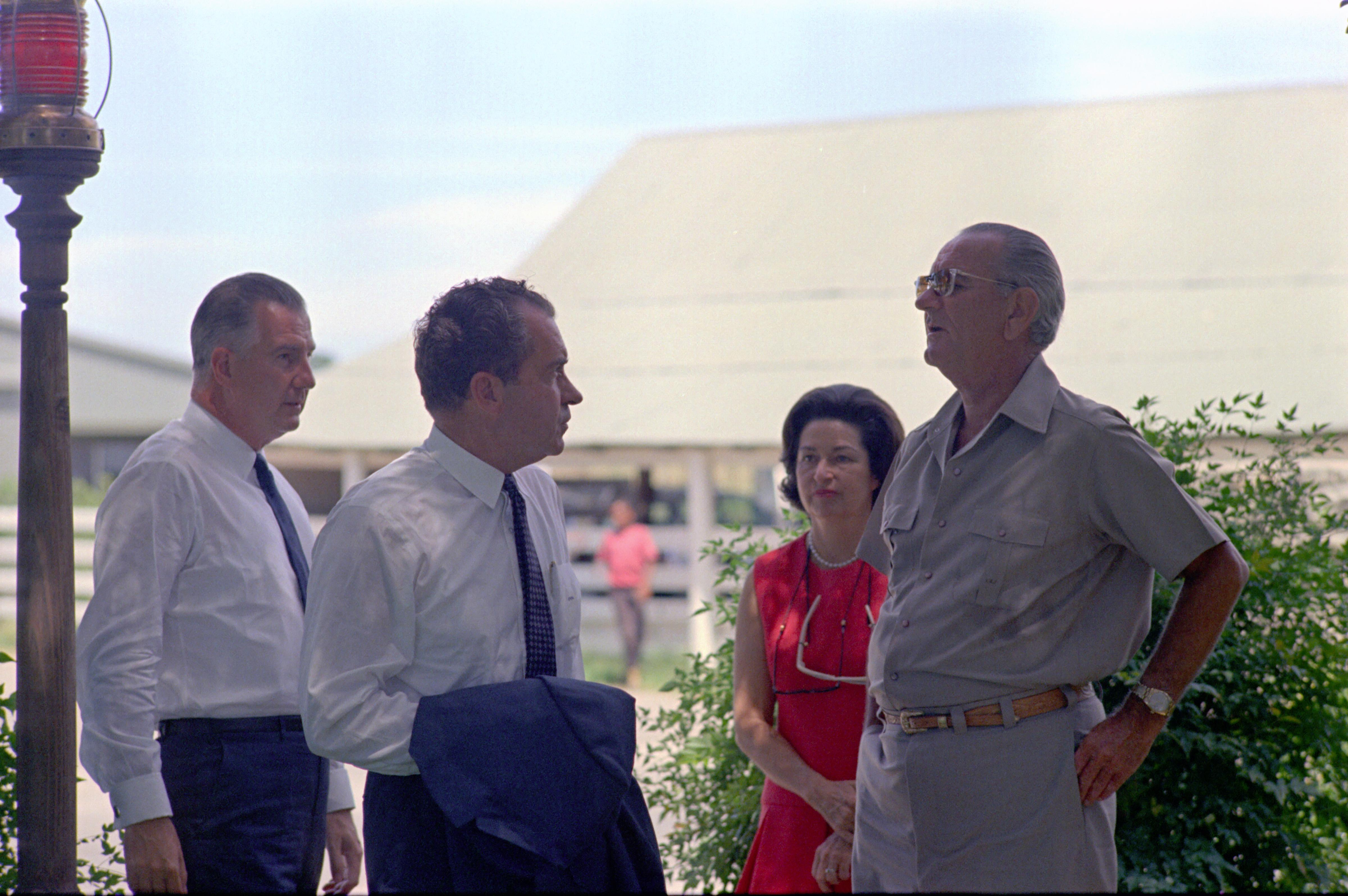
Il presidente Lyndon Johnson e la moglie Lady Bird accolgono al ranch i candidati repubblicani alla presidenza e vicepresidenza, Richard Nixon e Spiro Agnew (agosto 1968).

Il ranch costeggia settentrionalmente la Route 290 e il fiume Pedernales, circa 22 km a ovest di Johnson City; vi si accede attraversando il Lyndon B. Johnson State Park and Historic Site. Nelle sue pertinenze rientrano la prima scuola frequentata dal piccolo Lyndon Johnson, la sua casa natale (ricostruita a posteriori) e la dimora padronale (ossia la vera e propria Texas White House). Il ranch è altresì dotato di una pista di volo in asfalto, lunga 1917 metri e orientata 17/35, ed è pertanto identificato come aerodromo dal codice ICAO 0TE7; alle due estremità è dipinta la dicitura Restricted, a significare che non è possibile operarvi. Sotto una tettoia presso la dimora padronale è altresì monumentato il Lockheed JetStar C140 in livrea istituzionale, con numero di matricola 12490 (noto col soprannome di Air Force Half), usato dal presidente per brevi viaggi da e per la tenuta: recuperato nel 2008 da un cimitero di aerei dismessi presso Tucson, è stato sottoposto a un completo intervento di restauro estetico (non funzionale) e infine trasportato al ranch nel 2016. Un po' più discosto si trova il cimitero di famiglia, in cui sono inumate le salme dei coniugi Johnson e dei familiari più prossimi.
Le visite al ranch sono consentite solo previa autorizzazione e solo su mezzi motorizzati.

## Galleria d'immagini

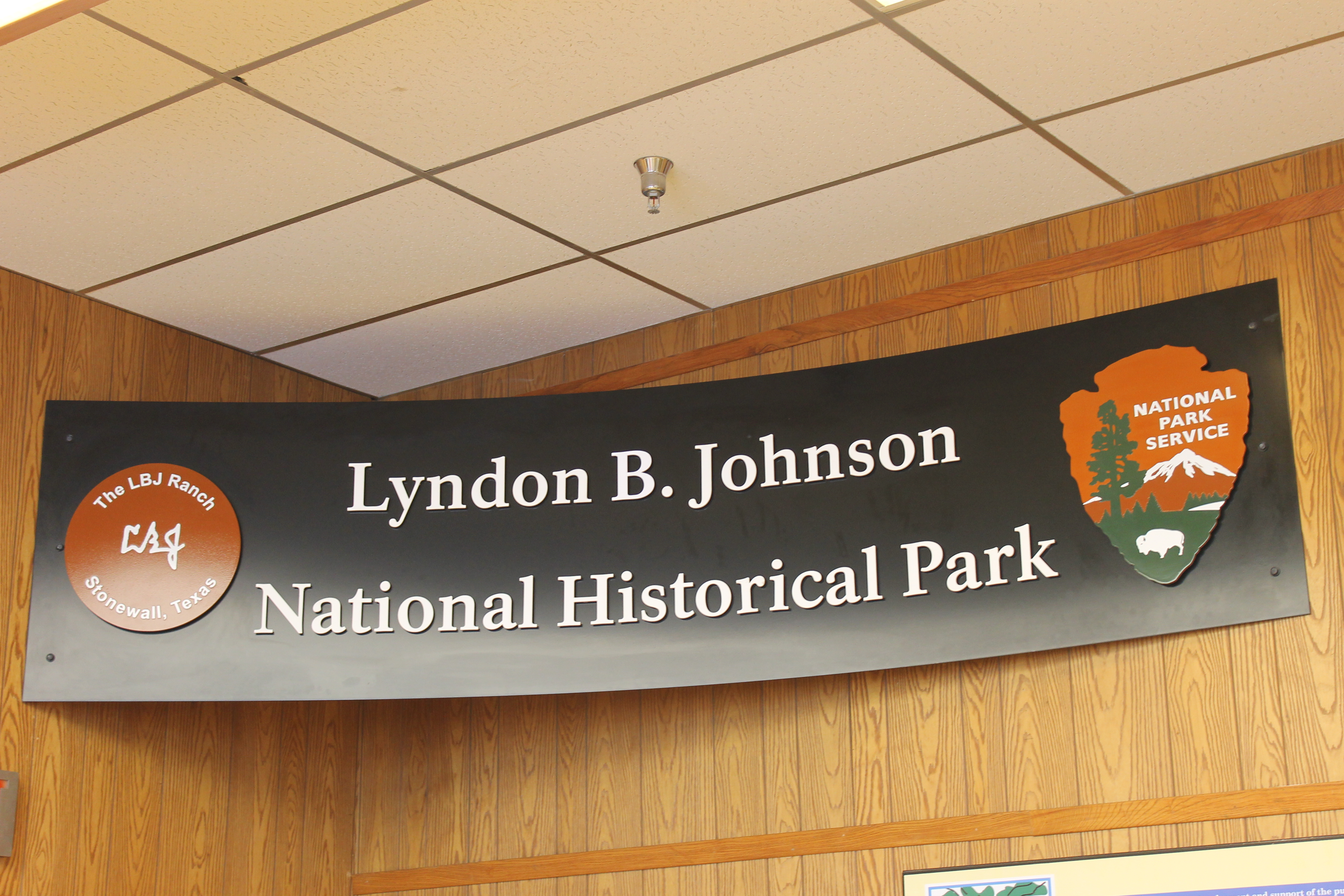
Cartello all'ingresso del complesso
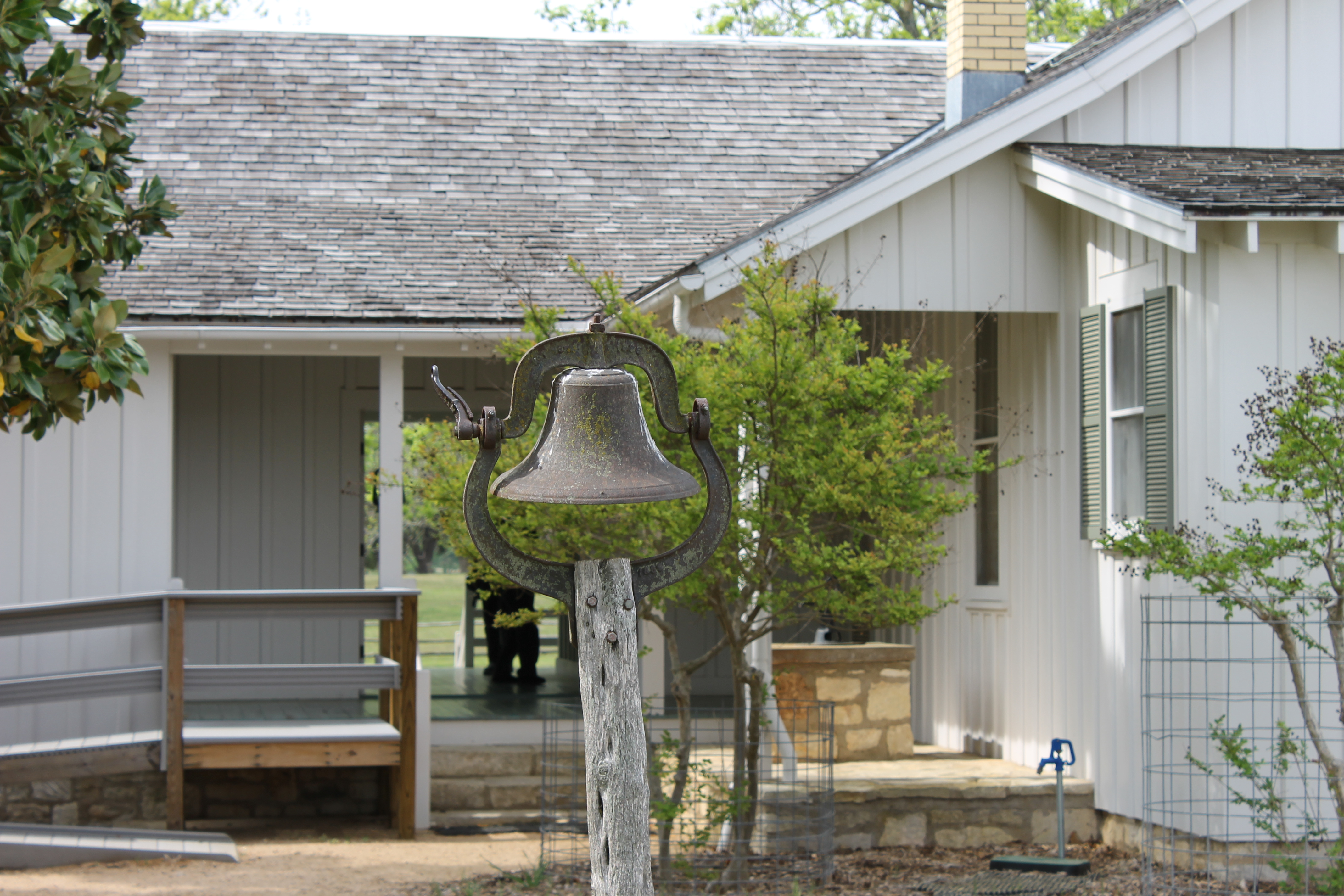
Vista sul retro della casa natale del presidente Johnson
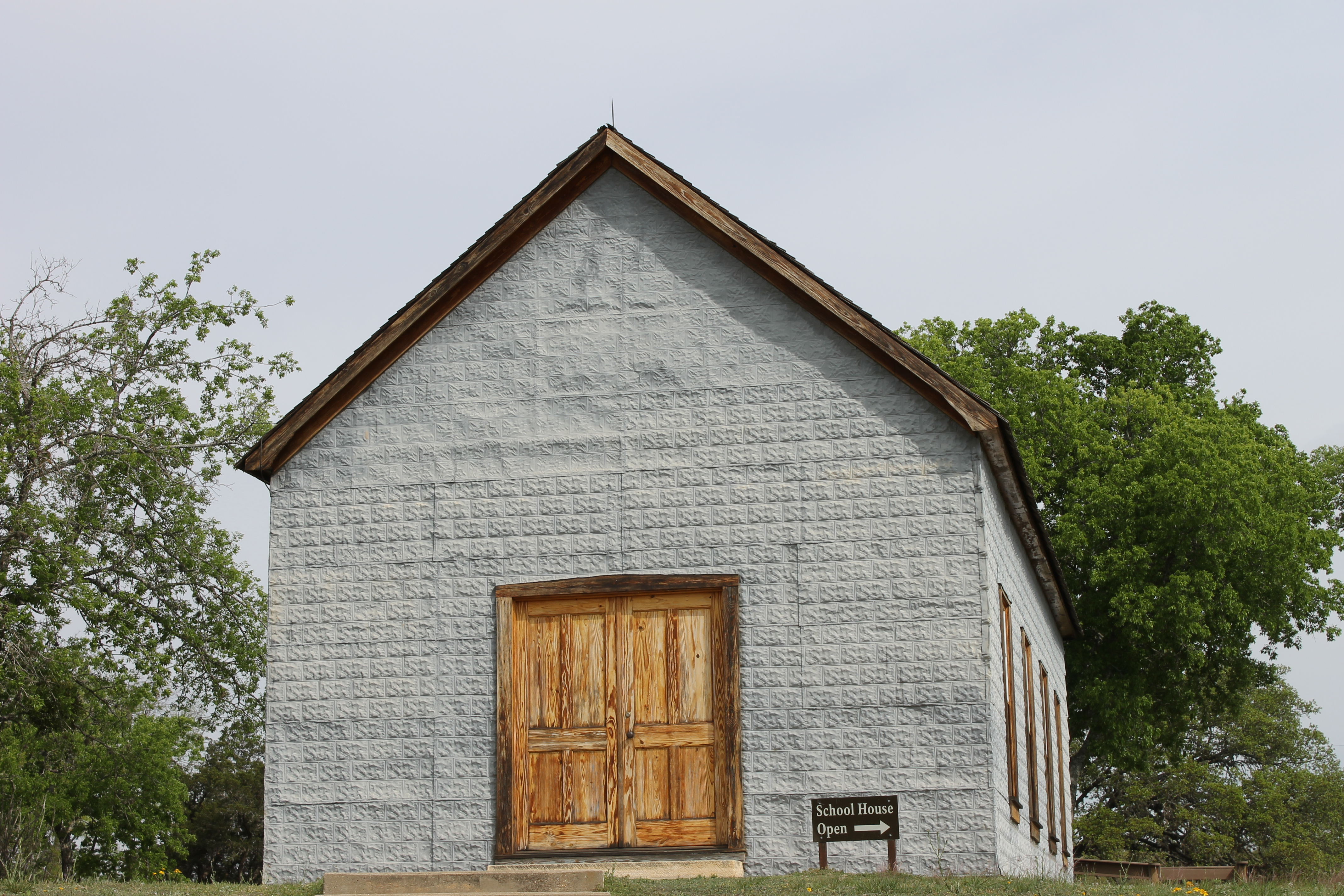
La scuola frequentata dal piccolo Lyndon Johnson nel 1914
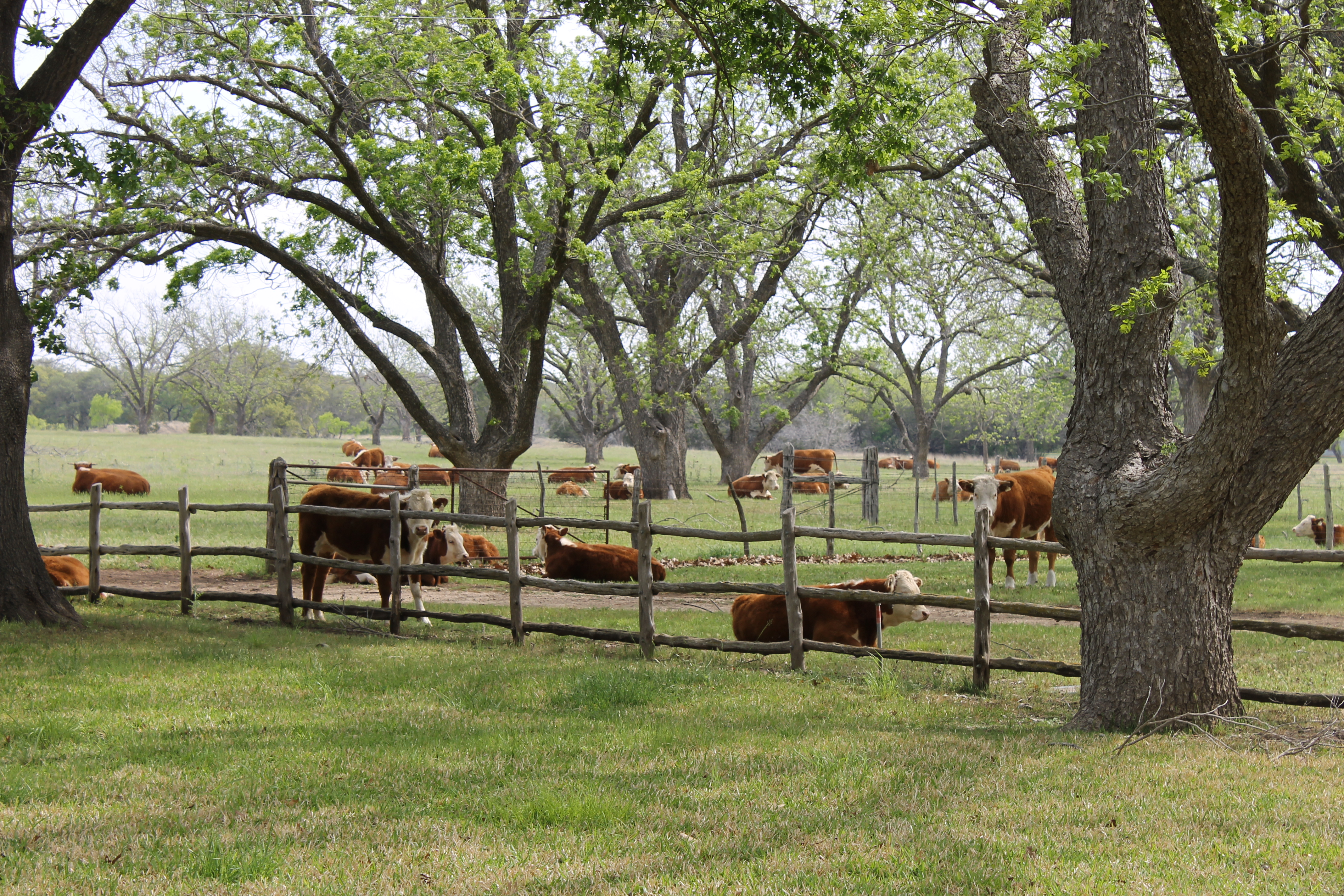
Il bestiame del ranch discende dalle mandrie gestite personalmente dal presidente
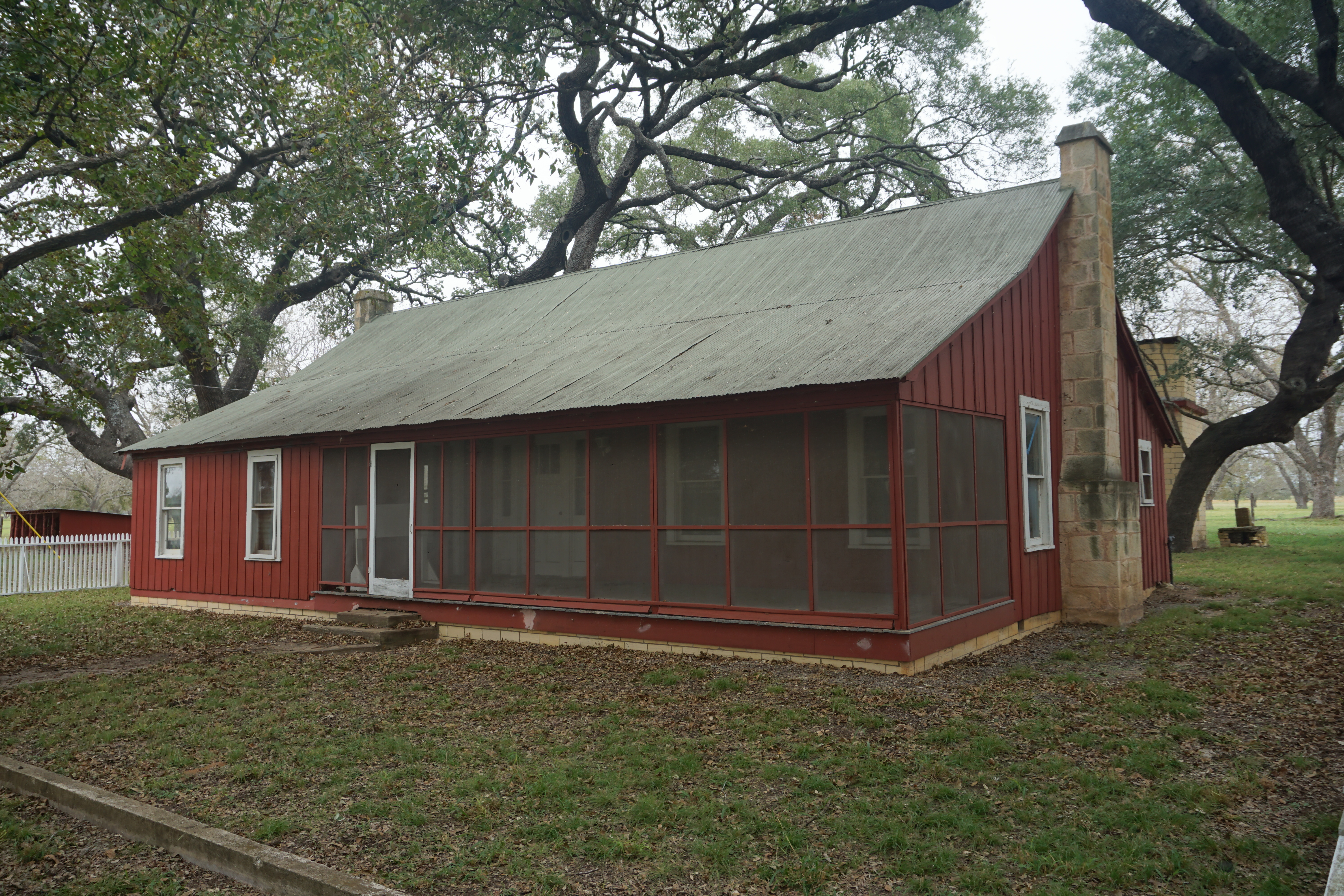
La casa di Samuel Ealy Johnson, Sr., nonno di LBJ, morto quando il futuro presidente aveva sei anni
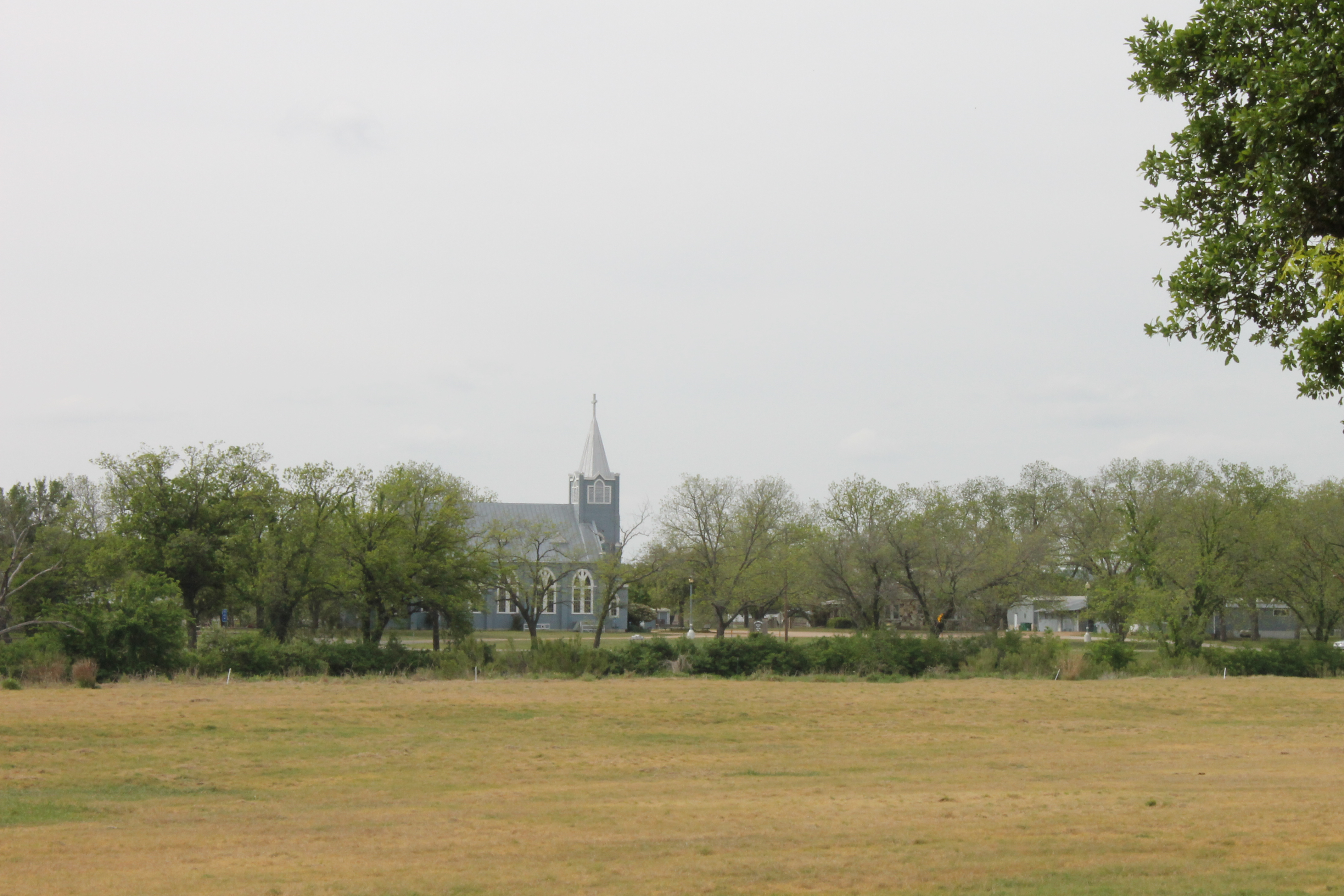
Sebbene Lyndon Johnson fosse seguace della Chiesa dei Discepoli di Cristo, sovente seguiva i culti luterani alla chiesa della Trinità di Stonewall (sullo sfondo)
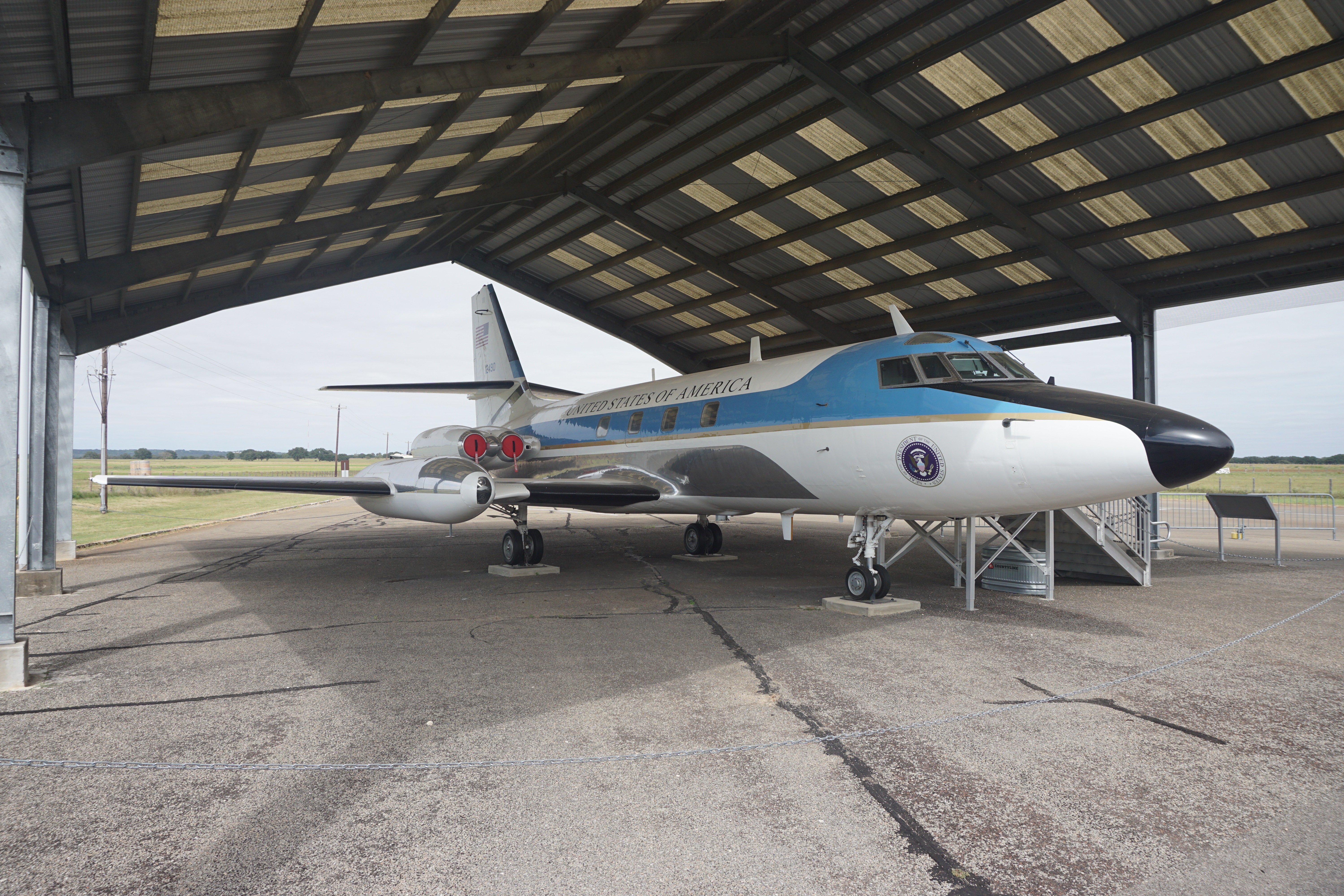
Il Lockheed JetStar utilizzato come Air Force One per trasportare il presidente Johnson alla tenuta
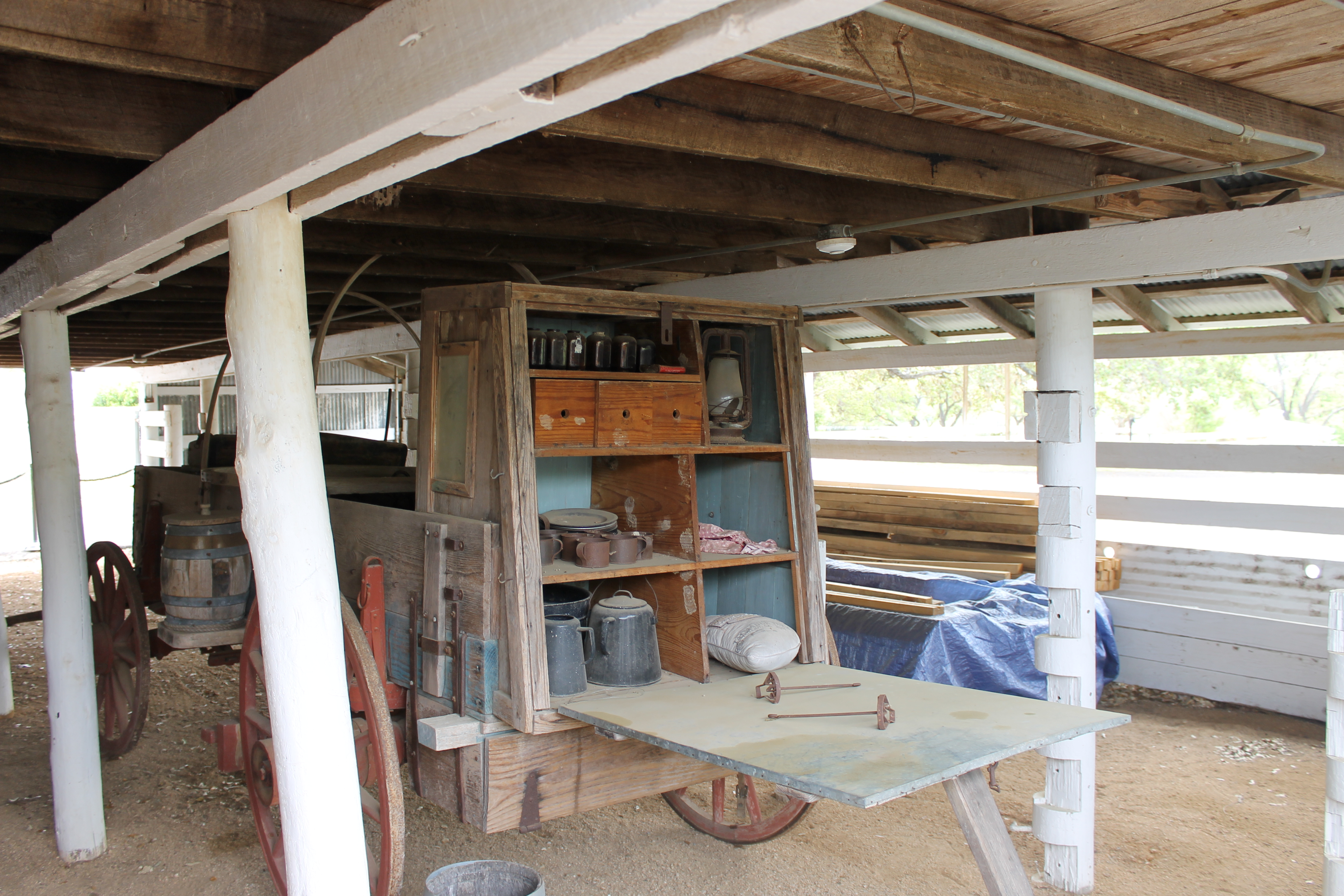
Carro-cucina (Chuckwagon) usato per preparare i barbecue
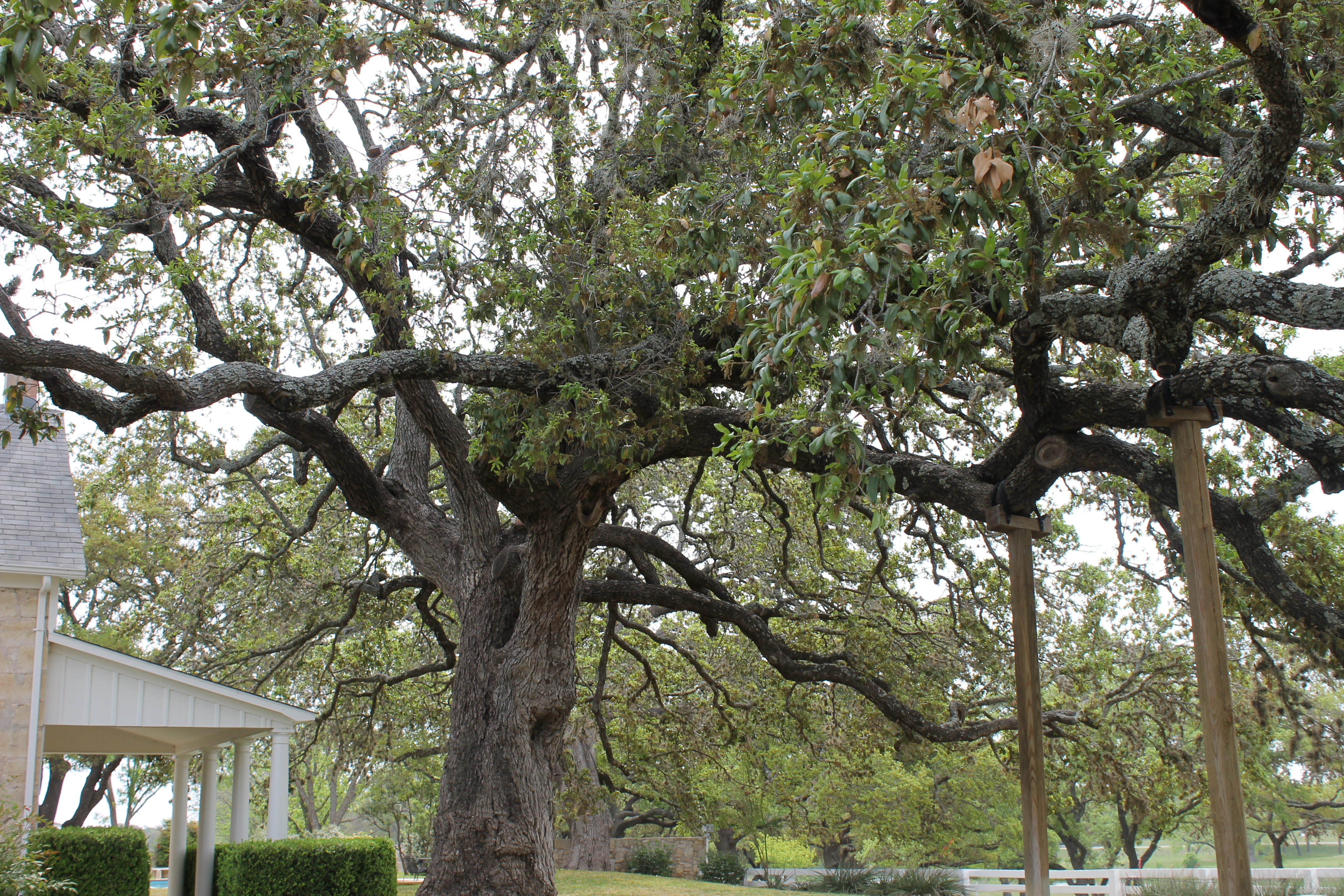
Quercia secolare all'ingresso del ranch
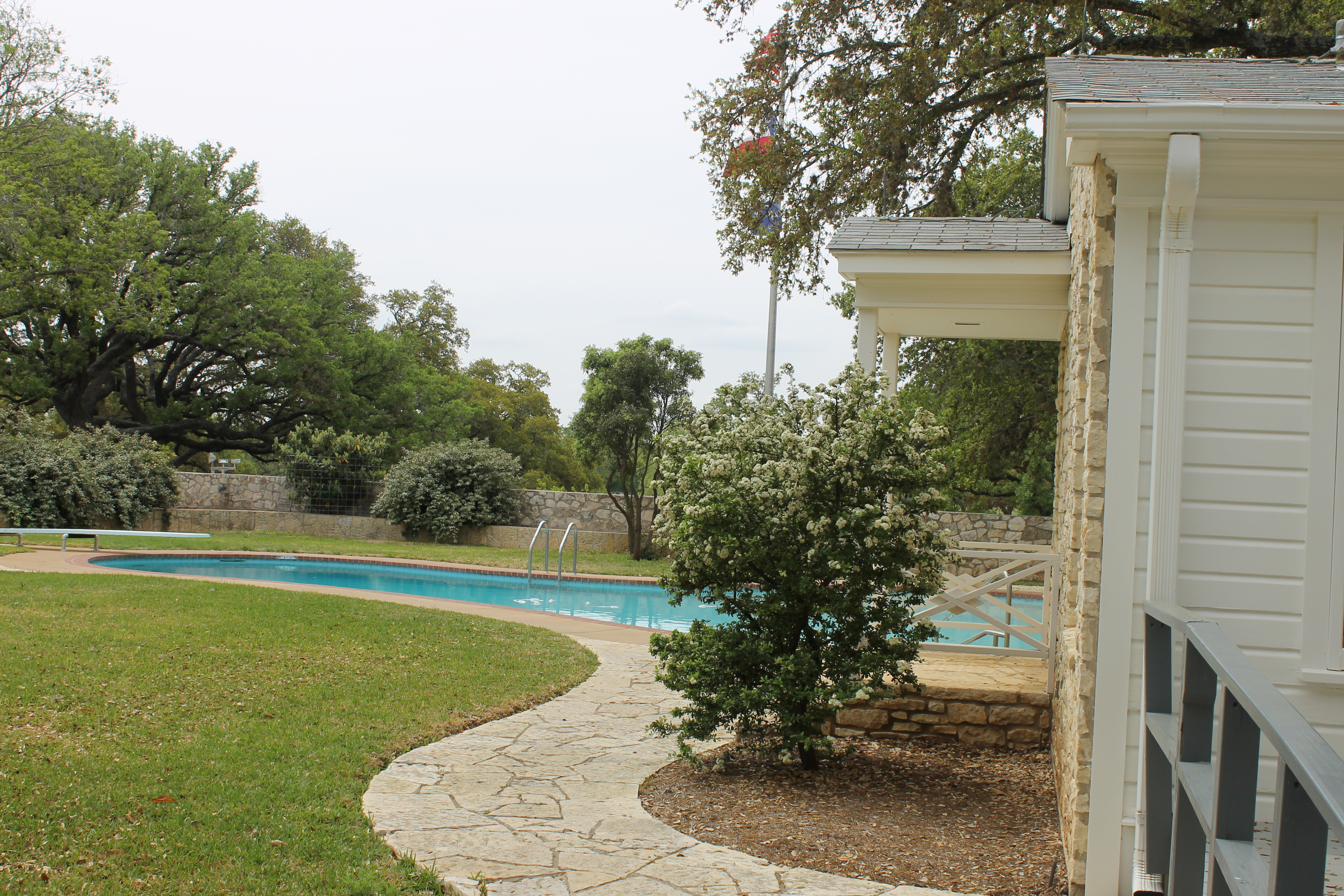
La piscina presso la casa padronale, installata nel 1955 a seguito dell'attacco cardiaco occorso all'allora senatore Johnson; tuttavia fu la moglie a farne principalmente uso
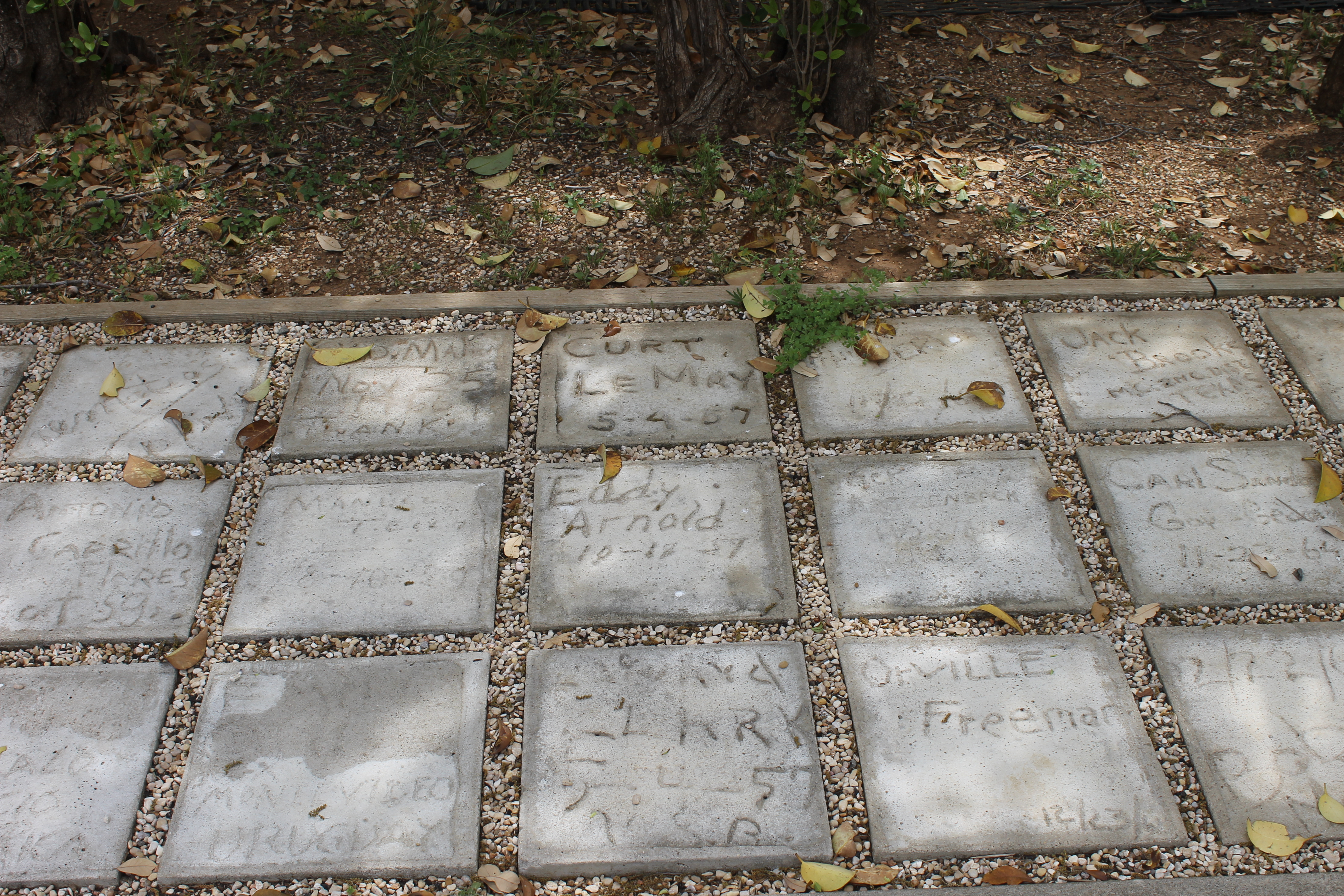
Gli ospiti del ranch venivano spesso invitati a incidere il proprio nome su piastrelle in cemento: nella foto si riconoscono le "firme" di Orville Freeman, Curtis LeMay e Eddy Arnold.
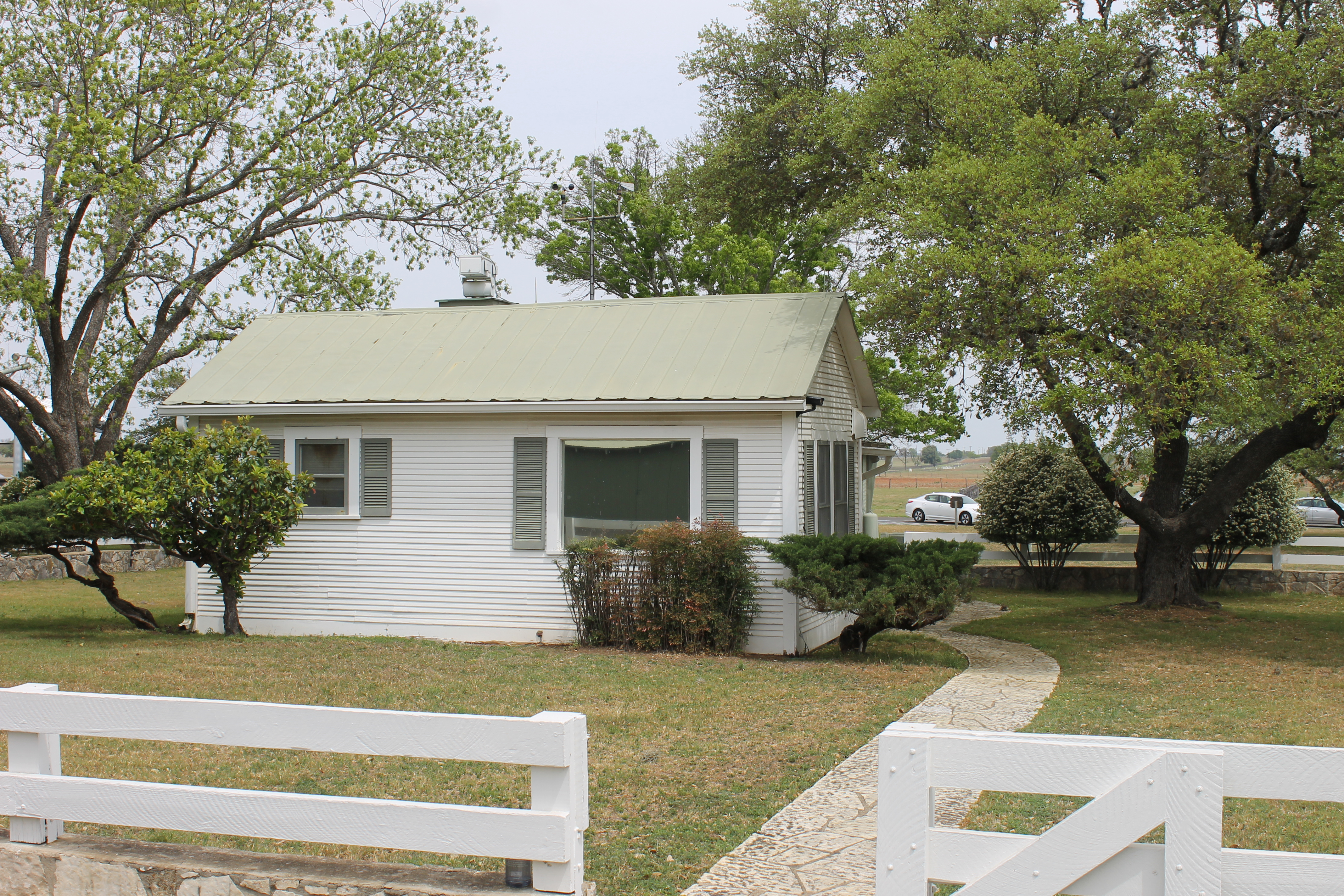
L'alloggio degli agenti dell'United States Secret Service incaricati di sorvegliare il presidente durante i suoi soggiorni al ranch
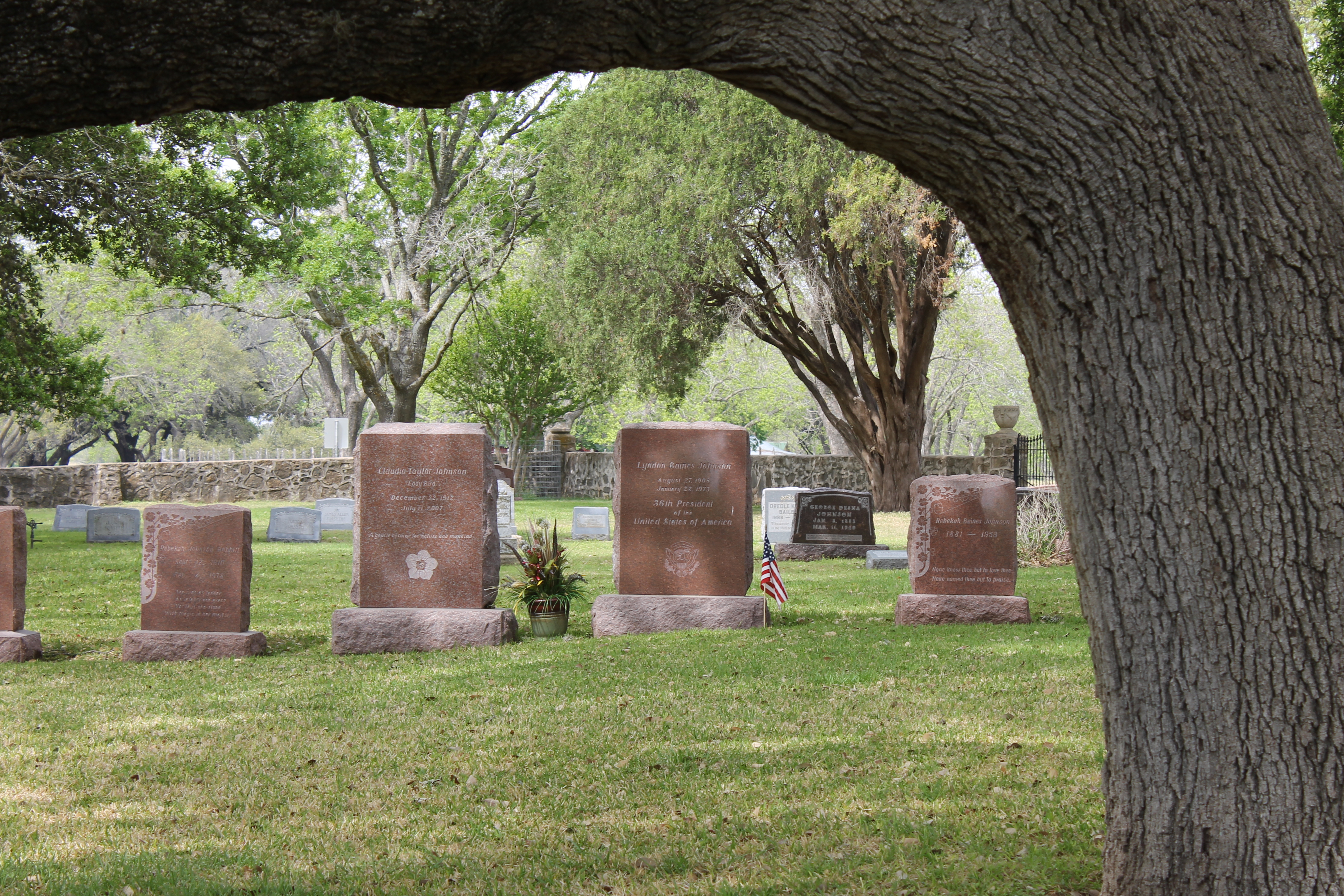
Le tombe di Lyndon Johnson (con la bandiera) e Lady Bird, nel cimitero privato del ranch
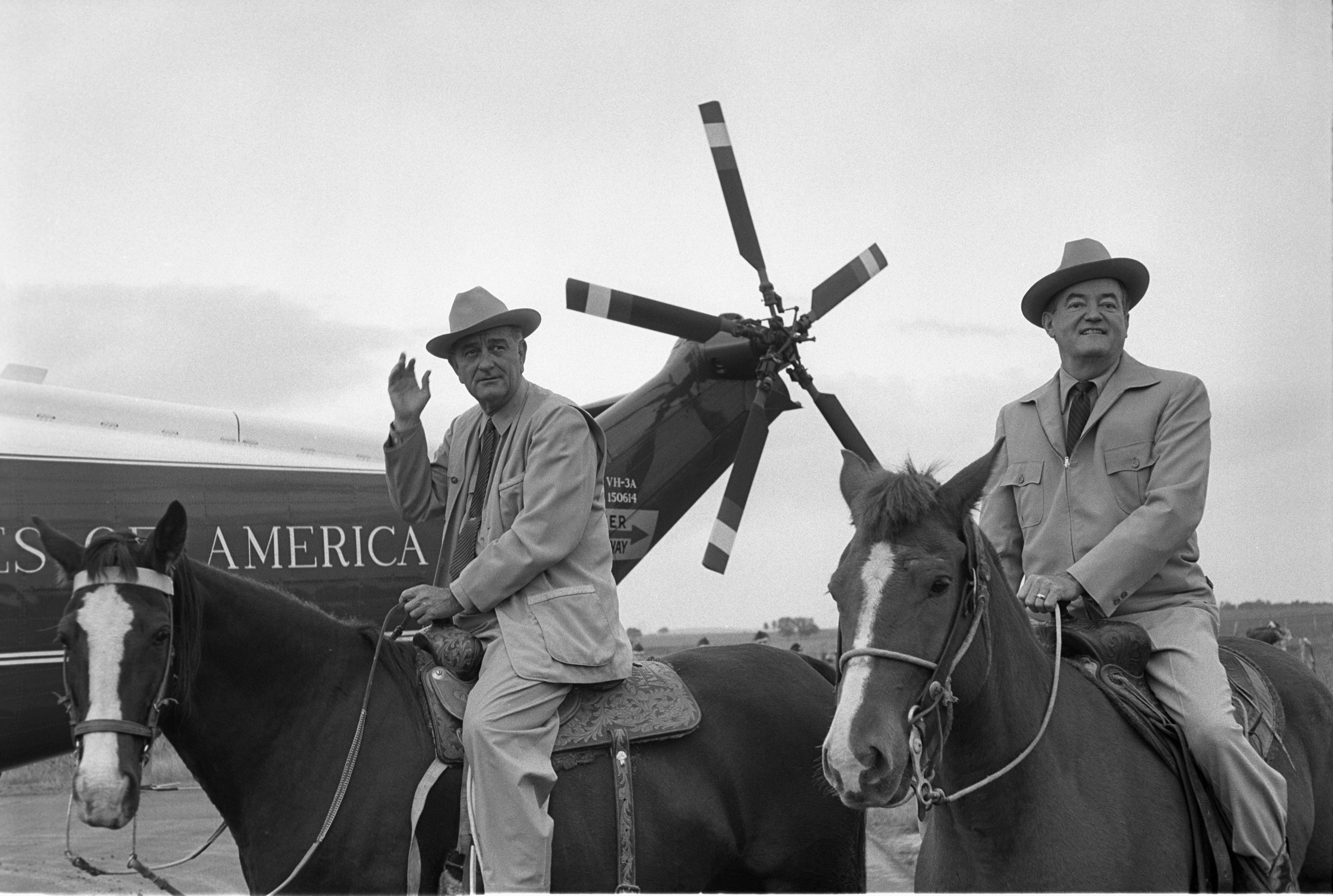
Il neo-presidente Johnson e il vice Humphrey arrivano in elicottero al ranch poco dopo aver vinto le elezioni 1964